# マスカット
マスカット（阿: مسقط Masqaṭ, マスカト、英: Muscat）は、西アジア、オマーンにある都市・都市圏で、同国の首都。

オマーン湾にのぞむオマーン最大の港湾都市で、政治、経済、文化、教育の中心。

なお、「マスカット市」（旧市街）自体は人口2万人と非常に小さく、同名の行政区（事実上の都市圏）が「マスカット」として機能している。都市圏（行政区）にはスィーブ、バウシャル、ムトラなどを含み、面積は3,800 km2、人口は775,878人と国内最大級のものとなる。一方のマスカット市は8.1 km2、20,272人である（2010年国勢調査）。

## 地名の由来
古代ローマ時代のアレクサンドリアの学者プトレマイオス（83年頃 - 168年頃）が記した"Map of Arabia"にはCryptus PortusとMoscha Portusの2つの地域が定義されているが、2つのうちどちらが現在のマスカットと関連があるかについて研究者の意見は分かれている。また同時代にローマで活躍した歴史家アッリアノス（86年 - 160年）の著書にはOmanaとMoschaという地名が見られる。アッリアノスの著書の翻訳を行ったウィリアム・ヴィンセントとJean Baptiste Bourguignon d'Anville（en:Jean Baptiste Bourguignon d'Anville）は、Omanaはオマーン、Moschaはマスカットを示していると結論付けた。博物誌の著者である大プリニウス（22 / 23年 - 79年）が言及したAmithoscutaという地名も、現在のマスカットを示していると考えられている。
マスカットの語源については、諸説分かれている。
- アラビア語のmoscha（膨れ上がった皮）[4]
- 「停泊地」もしくは「錨を下ろす場所」[5]
- 古代ペルシア語のmuscat（強い香り）[6]
- アラビア語の「落ちる場所」[7][8][9]「山が海に落ちるところ」[10] - オールド・マスカットの背後にある岩山が海に面していることに由来する[7]。
- アラビア語の「隠れる」[11]

## 歴史

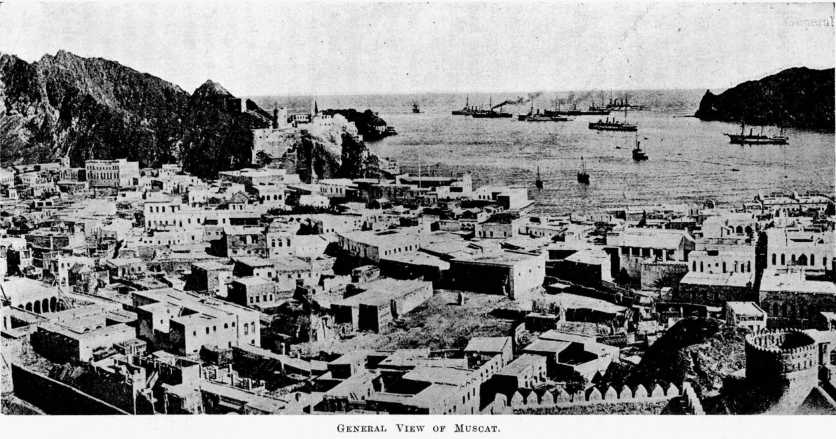
第一次世界大戦当時のマスカット港と市街

マスカットは中東でも最も古い都市の一つである。その存在は西暦2世紀にはすでに知られており、アラビアとギリシャやローマを繋ぐ貿易都市であった。中世までは西のソハールが重要な交易地として繁栄し、マスカットは船舶の補給地となっていた。
オマーンに上陸した初期の外国人としては、ポルトガルの探検家ヴァスコ・ダ・ガマがいる。ポルトガルの軍人アフォンソ・デ・アルブケルケがマスカットに上陸したときには、マスカットはすでにアラビア半島沿岸部の中心的な港湾都市の一つになっていた。1508年にポルトガルはマスカットを征服し、町の発展が始まる。ポルトガルによって港が整備され、砦と旧市街の建設が行われる。ポルトガル来航以前からマスカットに存在していたミラニー砦とジャラリー砦は改修され、丘陵地にマトラ砦が建設された。1650年、ヤアーリバ朝のイマームであるスルターン・ビン・サーイフがポルトガル勢を打ち負かし、マスカットを奪回する。その後、ヤアーリバ朝はマスカットを拠点に東アフリカをはじめとするインド洋全域に進出し、マスカットはオマーン海上帝国の要として繁栄する。
18世紀にブーサイード朝は首都をマスカットへ移転し、インド洋交易の中心となる。サイイド・サイードの時代に王国の中心はザンジバルに移り、さらに彼の死後、1856年にオマーンとザンジバルに国土が分割されるに及んで、マスカットは急速に衰えた。1870年代にはオマーン国王トゥルキー・ビン・サイードに敵対するオマーンの豪族が2度にわたってマスカットを攻撃した。1895年にはザンジバルのスルターンに呼応するオマーンの主要部族によってマスカットの王宮は一時的に占領される。
その後、石油の発見ならびにオマーンの成長に伴い、1970年のカーブース・ビン・サイードの即位後から再び首都として発展する。石油の収入によって町の再開発が行われたが、土地が狭く発展の余地が無いオールド・マスカットとマトラ地域に代えて、バーティナ平原方面の開発が進められた。バーティナ平原には、マスカット国際空港、ルサイル工業団地、スルターン・カーブース大学などの施設が建設された。カーブースの方針によって、新たに開発された市街地には他のGCC諸国のように高層ビルが立ち並ぶ風景は見られず、伝統的なアラブ様式に基づいた建物が並んでいる。

## 地理

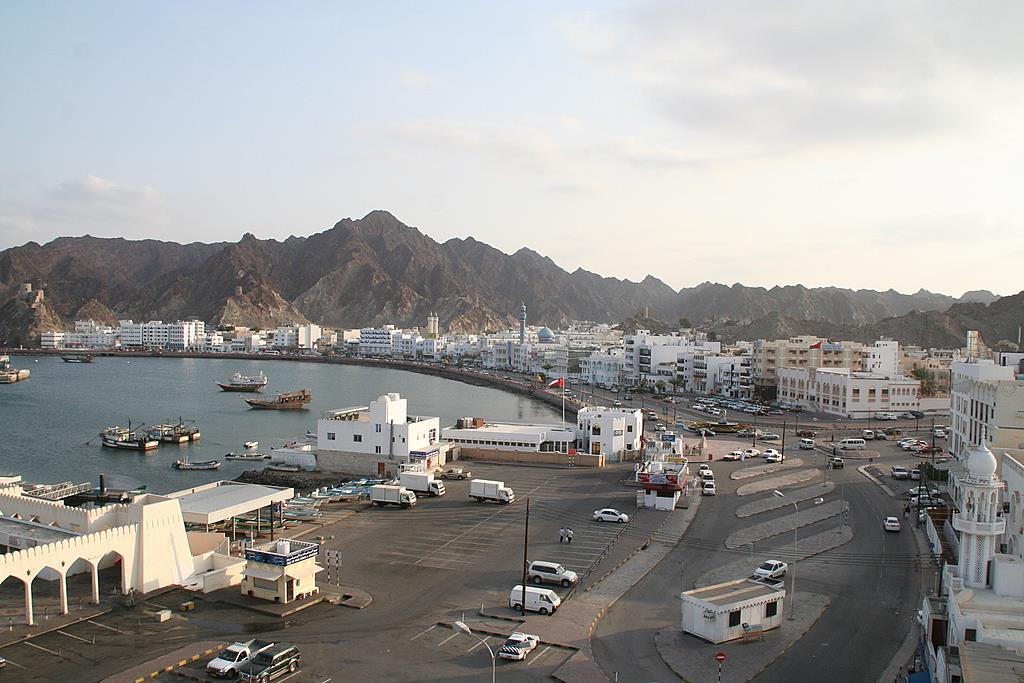
コルニーシュの風景

マスカットは天然の良港として知られ、港の周囲を岩山に守られている。ペルシア湾の出入り口に位置するマスカットは戦略的に重要視され、軍事拠点とされている。
マスカットには「小マスカット」と呼ばれる、オールド・マスカット（Old Muscat）、ムトラ (マトラフ、Muttrah)、ルイ (ルーウィー、Ruwi) の3つの市街地がある。岩山に囲まれ、増加する人口の収容と発展に限りのあるオールド・マスカットに代えて港湾機能と流通機能がムトラに移り、近郊のルイ、ワッタヤ、クルム、スルターン・カーブース・シティに新興住宅地や商業地が形成された。オールド・マスカットと周辺の都市は、「拡大マスカット」といえる都市を形成している。

### オールド・マスカット
マスカットというと本来オールド・マスカットを指し、旧市街と新市街は城壁によって隔てられている。旧市街にはアラム宮殿、ポルトガルの支配時代に完成したミラニー砦とジャラリー砦が建ち、夜間になると、アラム宮殿、ミラニー砦、ジャラリー砦はライトアップされる。州庁は宮殿と同じく旧市街に建てられているが、省庁は新市街に置かれている。オールド・マスカットの港は現在は使用されていない。

#### ムトラ
マトラ、マトラフともいう。オマーン最大の港であるスルターン・カーブース港がある港湾地区。オールド・マスカットの北西部に隣接する港町として形成され、かつては小規模ながらオールド・マスカットの積み荷を国内に向けて出荷する商人で賑わっていた。ムトラ内のラワティヤには、インド系の商人が多く居住する。オマーン最古のスークの一つであるマトラ・スークや、コルニーシュの美しい夜景が有名。コルニーシュは中級のホテルや安宿が密集する地域としても知られている。

#### ルイ
内陸にある、マスカット随一の商業地区。ルイ・ハイ・ストリートには商店が立ち並び、電化製品、香水、時計などが売られている。中央郵便局やONTC（オマーン・ナショナル・トランスポート）バスターミナルなどがある。

### 気候
マスカットは砂漠気候に属し、長い酷暑に襲われる夏と温暖な「冬」の2つの季節がある。4月から10月にかけての気温は非常に高く、平均気温は40度に達し、最高気温が50度を超えることもある。また、海に面しているため湿度も高い。一方、11月から3月にかけての平均気温は20度前後と過ごしやすい。
| マスカットの気候                                       | マスカットの気候 | マスカットの気候 | マスカットの気候 | マスカットの気候 | マスカットの気候 | マスカットの気候 | マスカットの気候 | マスカットの気候 | マスカットの気候 | マスカットの気候 | マスカットの気候 | マスカットの気候 | マスカットの気候 |
| 月                                                     | 1月              | 2月              | 3月              | 4月              | 5月              | 6月              | 7月              | 8月              | 9月              | 10月             | 11月             | 12月             | 年               |
| ------------------------------------------------------ | ---------------- | ---------------- | ---------------- | ---------------- | ---------------- | ---------------- | ---------------- | ---------------- | ---------------- | ---------------- | ---------------- | ---------------- | ---------------- |
| 平均最高気温 °C （°F）                                 | 25.1 (77.2)      | 26.4 (79.5)      | 29.5 (85.1)      | 34.7 (94.5)      | 39.6 (103.3)     | 40.0 (104)       | 38.0 (100.4)     | 35.6 (96.1)      | 35.6 (96.1)      | 34.6 (94.3)      | 30.3 (86.5)      | 26.8 (80.2)      | 33.02 (91.43)    |
| 平均最低気温 °C （°F）                                 | 16.7 (62.1)      | 17.8 (64)        | 20.3 (68.5)      | 24.2 (75.6)      | 28.7 (83.7)      | 30.3 (86.5)      | 30.1 (86.2)      | 28.2 (82.8)      | 26.8 (80.2)      | 24.2 (75.6)      | 20.8 (69.4)      | 18.3 (64.9)      | 23.87 (74.96)    |
| 降水量 mm （inch）                                     | 13.2 (0.52)      | 14.0 (0.551)     | 16.4 (0.646)     | 11.3 (0.445)     | 0.0 (0)          | 10.9 (0.429)     | 3.4 (0.134)      | 1.6 (0.063)      | 0.0 (0)          | 0.8 (0.031)      | 1.6 (0.063)      | 16.5 (0.65)      | 89.7 (3.532)     |
| 平均降雨日数                                           | 3.2              | 2.7              | 1.9              | 1.4              | 0.1              | 0.1              | 0.3              | 0.6              | 0.0              | 0.2              | 0.7              | 1.4              | 12.6             |
| 出典：World Weather Information Service -Muscat (Seeb) |                  |                  |                  |                  |                  |                  |                  |                  |                  |                  |                  |                  |                  |

## 交通
主な空港として、マスカット国際空港（旧名：シーブ国際空港）が都市から40kmほど離れたところにある。オマーン・エアをはじめとして、多くの国際便が就役している。この他に、港湾があり、高速道路も発達している。
市内の公共交通機関は鉄道がないため、バスとタクシーが中心である。ルイのアル＝ジャーム・ストリートにあるONTCバスターミナルは、国内外の都市に向かう長距離バスの発着地となっている。

## 文化

### スポーツ
2010年アジアビーチゲームズ開催のため、アル・ムサナ・スポーツシティーを建設。

## 施設
2001年5月にオマーン最大のモスクであるカーブース王大モスク (Sultan Qaboos Grand Mosque) が建立された。マスカットにはモスク以外にキリスト教徒の寺院も存在する。

### 主な観光施設
- マスカット・ゲート博物館
- オマーン国軍事博物館
- 文化遺産博物館
- ベイト・アル＝バランダ - 1930年代に建てられた邸宅を改修した博物館。
- ベイト・アル＝ズベール - 伝統工芸品を所蔵する博物館。
- オマニ・フレンチ博物館 - 1896年から1920年まででフランス領事館として使用されていた建物を改修した博物館。1989年にオマーンとフランスの友好を記念して開館した。
- オマーン平安日本庭園 - 2001年開園。マスカット近郊のナシーブ・マスカット公園の敷地に位置する。GCC諸国では最初の日本庭園[22]。

### 主な医療施設
マスカット都市圏の主な医療施設。
- コウラ病院（مستشفى خولة、Khoula Hospital） - 国立病院
- マスカット私立病院（مستشفى مسقط الخاص、Muscat Private Hospital） - 私立総合病院
- ブルジール病院（مستشفى برجيل、Burjeel Hospital） - VPSヘルスケアグループの私立病院
- アスター・ロイヤル・アル・ラファ病院（مستشفى أستر رويال الرفاعة、Aster Royal Al Raffah Hospital） - 2009年開院の私立総合病院
- キムス・オマーン病院（مستشفى كيمز عمان、Kims Oman Hospital） - 2009年開院の私立総合病院
- オマーン国際病院（مستشفى عُمان الدولي、Oman International Hospital） - 2021年開院の私立総合病院

## ギャラリー

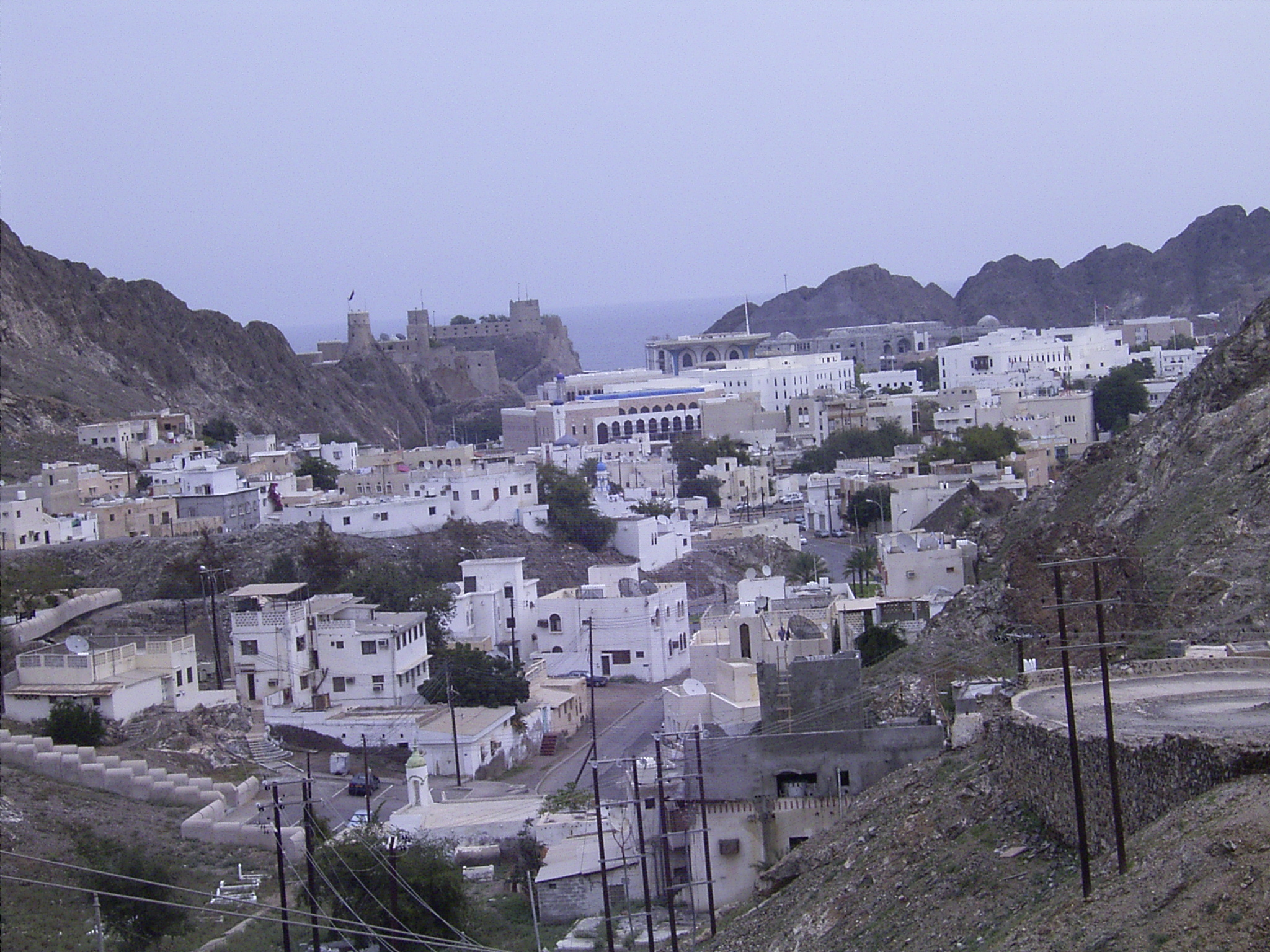
旧市街
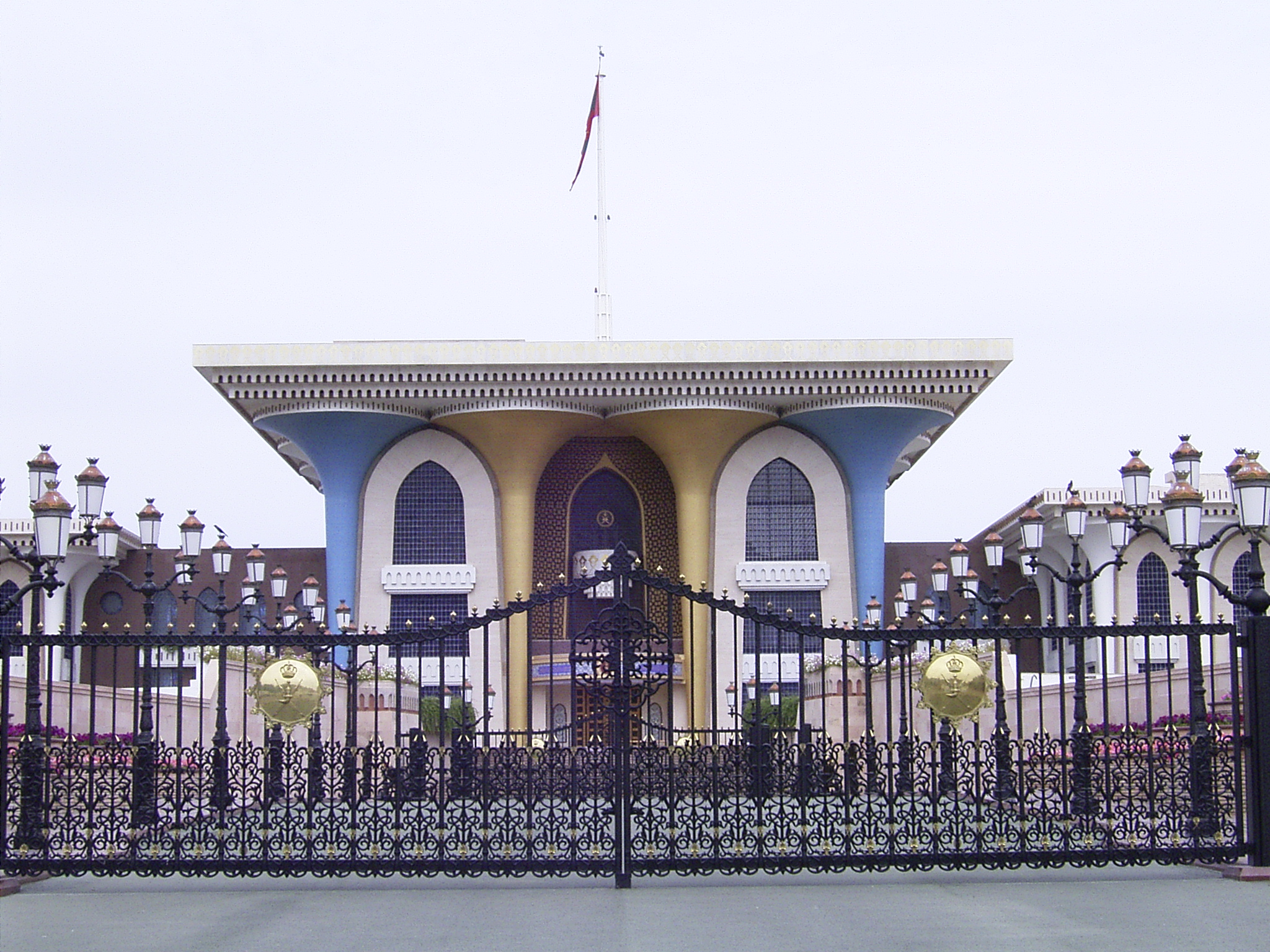
アラム宮殿 (Al Alam Palace)
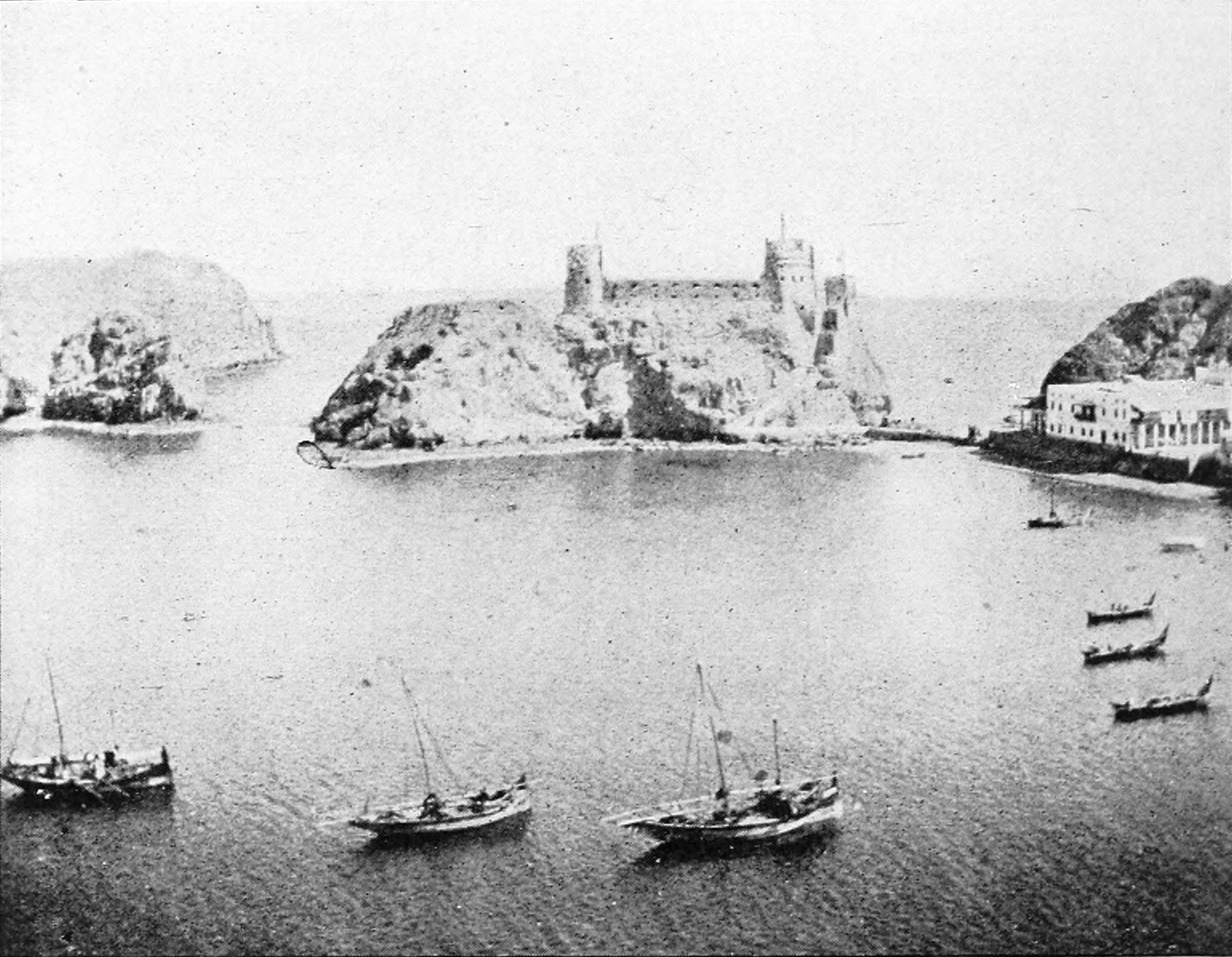
1903年のマスカット港
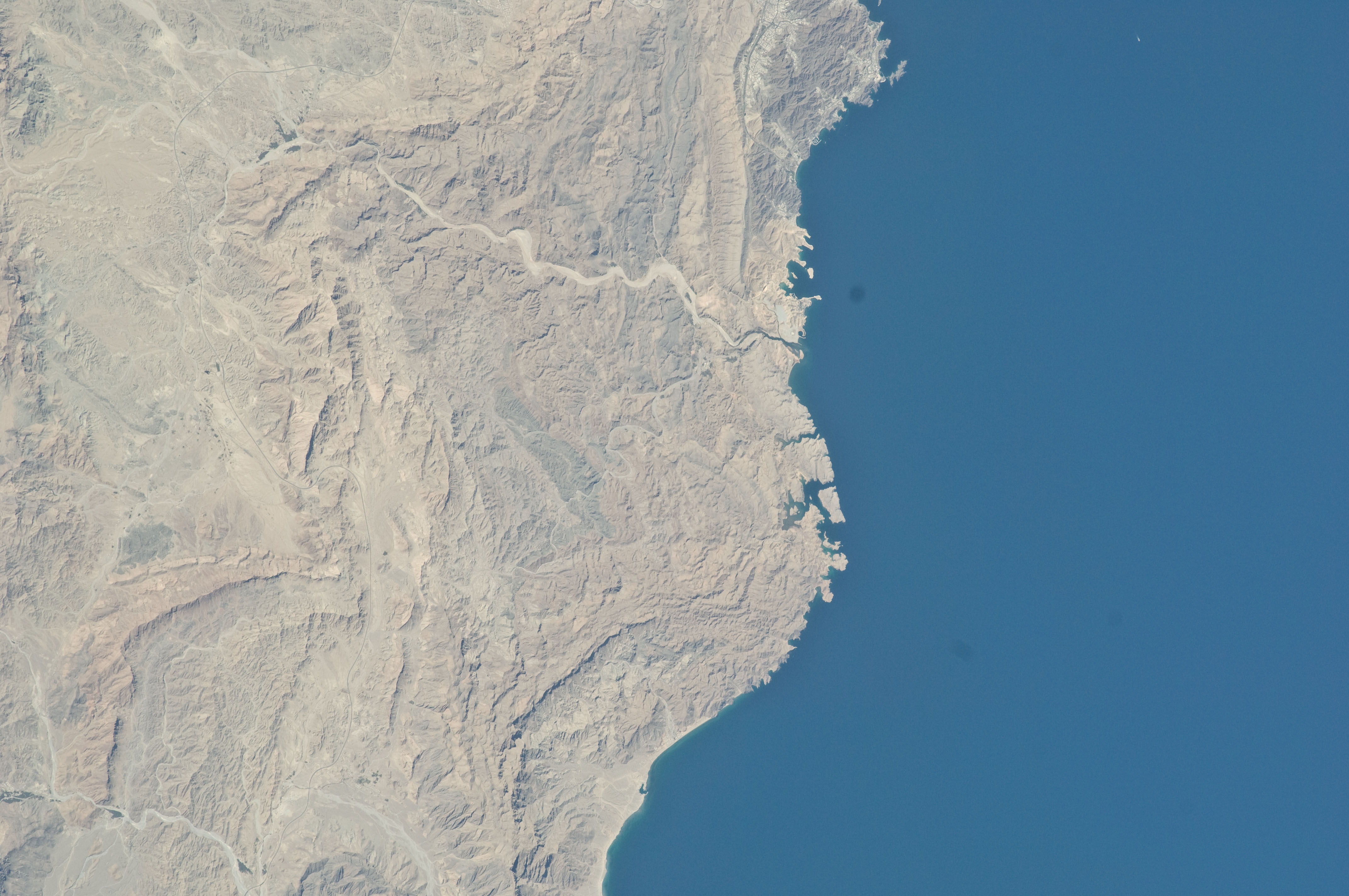
マスカット周辺地域の衛星写真